# Elias R. Lorenzo
Elias Richard G. Lorenzo, OSB (Brooklyn, 6 de outubro de 1960) é bispo auxiliar da Arquidiocese de Newark desde 2020. Antes disso, era Abade-presidente da Congregação Americano-Cassinesa dos Mosteiros Beneditinos. 

## Educação
Filho de William Elias e de Mae Theresa Lorenzo, Elias Lorenzo estudou na Escola Primária Saint Agatha, em Sunset Park, e na Escola Preparatória Cathedral, em Fort Greene, Brooklyn. Em 1982, obteve o título de Bacharel em Filosofia pelo Seminário Don Bosco College, em Newton, Nova Jersey. Em 1983, ingressou na Abadia de Santa Maria em Morristown, Nova Jersey (Congregação Americano-Cassinesa), onde emitiu os primeiros votos em 1985 e os votos perpétuos solenes em 1988.
Posteriormente, obteve o título de Mestre em Teologia Litúrgica pela Universidade de São João em Collegeville, Minnesota, o título de Mestre em Educação (M.A.E.) em Psicologia do Aconselhamento pela Universidade Seton Hall em South Orange, Nova Jersey, e a Licenciatura em Direito Canônico pela Universidade Católica da América em Washington, D.C.

## Ministério beneditino
Foi ordenado sacerdote em 24 de junho de 1989, na Igreja da Abadia de Santa Maria em Morristown, na Diocese de Paterson.
Desde antes da ordenação, Frei Elias serviu na Delbarton School, em Morristown: professor e administrador (1983-2005), Diretor do Ministério Estudantil (1989-1995), Membro do Conselho de Curadores (1992-2002), Presidente do Departamento de Estudos Religiosos (1989-1998), Vice-Presidente (1995-2002) e Vice-Presidente para Assuntos Externos (2002-2005). Também fez parte do conselho consultivo da Operation Smile International, e viajou em diversas missões médicas com alunos da Delbarton para a Bolívia, China, Honduras, Índia, Quênia, Nicarágua e Filipinas.
No mosteiro, Lorenzo serviu como Diretor de Liturgia (1988-1998), Prior (1995-2002) e Reitor da Igreja na Abadia de Santa Maria (1995-2009). Durante esse mesmo período, serviu como membro (1988-2000) e então Presidente (1991-2000) da Comissão Litúrgica da Diocese de Paterson. Após seu serviço como Prior, foi nomeado Vigário para Religiosos da Diocese de Metuchen (2005-2009). Posteriormente, trabalhou como consultor canônico da Praesidium, Inc. no desenvolvimento de padrões e protocolos nacionais de ambiente seguro. Depois, fez parte do conselho consultivo da Praesidium.
Prior da Abadia Primacial de Santo Anselmo em Roma (2009-2016); Procurador Geral da Congregação Americano-Cassinesa em Roma (2009-2016) e da Confederação Internacional da Ordem de São Bento (2011-2016). Lorenzo é membro fundador da Comissão Internacional de Educação Beneditina, uma associação global de 180 escolas secundárias em 36 países; quando era Presidente da Comissão, visitou escolas beneditinas nos Estados Unidos, Europa Ocidental, América do Sul, América Latina, África, Austrália e Filipinas.
Em 2016, ele foi eleito Abade Presidente da Congregação Americano-Cassinesa, uma associação de 25 mosteiros no Canadá, Porto Rico, México e Estados Unidos, com fundações no Brasil, Colômbia e Taiwan e patrocinadora de 10 universidades e 12 escolas secundárias. Ele é o terceiro membro da Abadia de Santa Maria a ocupar esse cargo. Recebeu a bênção abacial, como Abade-Presidente da Congregação Americano-Cassinesa em 23 de junho de 2016. Seu mandato se estenderia até 2022.
Como abade presidente, Frei Elias foi membro da União dos Superiores Gerais, que se reúne semestralmente em Roma, e da Conferência dos Superiores Maiores de Homens, que se reúne semestralmente em várias regiões do país e ao nível nacional uma vez a cada ano.

## Episcopado
Em 27 de fevereiro de 2020, ele foi nomeado bispo auxiliar de Newark pelo Papa Francisco. Recebeu a consagração episcopal em 30 de junho de 2020, pelo Cardeal Joseph William Tobin, na Catedral Basílica do Sagrado Coração, Newark; os principais co-consagradores foram os bispos auxiliares Manuel Aurelio Cruz e John Walter Flesey.
Atualmente, Dom Lorenzo é o Bispo Regional do Condado de Union.